# Laguna Las Truchas
La laguna Las Truchas es un pequeño cuerpo de agua superficial ubicado en la alta cordillera de la Región de Ñuble.: 216 

## Ubicación y descripción
El emisario de la laguna es el río Las Truchas que tras corto trayecto desfoga en el río Chureo, afluente del río Ñuble de la cuenca del río Itata.

## Historia
Luis Risopatrón la describe sucintamente en su Diccionario Jeográfico de Chile (1924):: 905 
Truchas (Laguna de las). Es pequeña i se encuentra en el cajón del mismo nombre del del Chureo.